# Università Statale di Perm'
L'Università di Perm' è la principale università di Perm', fondata il 14 ottobre 1916 e ha come motto Vivat, Crescat, Floreat. Tra uno dei primi rettori va ricordato Nikolaj Petrovič Ottokar, storico medievale.